# Décembre 1929

## Événements
- 5 décembre : le Tadjikistan devient une République socialiste soviétique, membre à part entière de l’Union soviétique. Le territoire de Khojand, situé dans la vallée du Fergana, qui appartenait à l’Ouzbékistan lui est rattaché. Cet État est valorisé en raison de son identité persane en opposition au monde turc. Moscou lui octroie cependant la partie orientale du Gorno-Badakhchan (Pamir), peuplé de Kirghizes.

- 6 décembre, Canada : lancement du premier disque de chansons de La Bolduc.

- 24 décembre (Indes orientales néerlandaises) : Soekarno est arrêté avec sept autres dirigeants et condamné à la réclusion (fin en 1931).

- 27 décembre : Joseph Staline annonce la « liquidation des koulaks en tant que classe ».
  - Les Koulaks (paysans aisés) sont expropriés, arrêtés et fusillés. Il s’agit de reprendre la terre aux paysans pour la collectiviser suivant le système des kolkhozes et des sovkhozes. C’est le « grand tournant » mis en évidence par l’article de Staline intitulé « Au diable la NEP ».

- 28 décembre : « Samedi noir » . La police coloniale néo-zélandaise abat onze manifestants sans armes à Apia. En réponse, le mouvement Mau réclame l'indépendance des Samoa. Bien plus tard, en 2002, la Première ministre néo-zélandaise Helen Clark présentera ses excuses au peuple samoan pour cette tuerie[1].

- 29 décembre[2] : aux Indes britanniques, Jawaharlal Nehru devient président du parti du Congrès à la session annuelle de Lahore. Il lui assigne pour objectif l’indépendance complète.

## Naissances
- 3 décembre : Victor Reux, homme politique français († 3 juin 2016).
- 4 décembre : Charles Kumi Gyamfi, joueur et entraîneur de football ghanéen († 2 septembre 2015).
- 6 décembre : Philippe Bouvard, auteur-journaliste-présentateur français.
- 7 décembre : Manolo González, matador espagnol († 25 décembre 1987).
- 8 décembre : Raymond Séguy, évêque catholique français, évêque émérite d'Autun († 21 mars 2022).
- 9 décembre : John Cassavetes, acteur et réalisateur américain († 3 février 1989).
- 10 décembre : Michael Snow, artiste peintre et pianiste de jazz canadien († 5 janvier 2023).
- 13 décembre : Christopher Plummer, acteur canadien († 5 février 2021).
- 16 décembre : Jean-Charles Thomas, évêque catholique français, évêque émérite de Versailles († 14 octobre 2023).
- 18 décembre : Józef Glemp, cardinal polonais, archevêque émérite de Varsovie († 23 janvier 2013).
- 20 décembre : Roger Mühl, peintre, sculpteur et dessinateur français († 4 avril 2008).
- 22 décembre : Michel Verdelet, joueur avant droit de hockey sur gazon équipe de Reims(France).
- 23 décembre : 
  - Chet Baker, trompettiste de jazz américain († 12 mai 1988).
  - Patrick Watson, acteur et réalisateur canadien.
- 24 décembre : Kim Tschang-Yeul, artiste sud-coréen († 5 janvier 2021).
- 26 décembre : 
  - Régine, femme d'affaires et chanteuse française († 1er mai 2022).
  - André Lajoinie, homme politique français († 26 novembre 2024).
- 27 décembre : Philippe Curval, écrivain français († 5 août 2023).
- 28 décembre : Terry Sawchuk, gardien de but de hockey sur glace canadien († 31 mai 1970).
- 29 décembre : Lucien Girardier, chercheur en physiologie, en neurologie et professeur de médecine suisse († 14 avril 2024).
- 30 décembre : Roger de Lageneste, pilote de rallye automobile français († 14 octobre 2017).
- 31 décembre : Võ Quý, ornithologue vietnamien († 10 janvier 2017).

## Décès
- 5 décembre : Togo, chien d'attelage ayant réalisé 425km à la course au sérum de 1925, sauveur de Nome (° 1913).
- 13 décembre : 
  - Rosina Heikel, médecin et féministe finlandaise (° 17 mars 1842).
  - Émilie Guillaumot-Adan, artiste peintre française (° 11 octobre 1855).
- 17 décembre : Ted Wilde, réalisateur américain (° 1893).
- 20 décembre : Émile Loubet, ancien président de la république française (° 1836).